# Neomicin
A neomicin fehér vagy sárgásfehér, vízben jól oldódó por. Aminoglikozid típusú antibiotikum. Sok helyi hatású krém, kenőcs és szemcsepp tartalmazza. A Streptomyces fradiae nevű baktérium természetes körülmények között állítja elő.
A többi aminoglikozid antibiotikumhoz hasonlóan a Gram-negatív baktériumok ellen különösen hatásos, de néhány fontos Gram-pozitív törzs ellen is aktív. Viszonylag toxikus: sok emberben vált ki allergiás reakciót. Rezisztencia csak lassan fejlődik ki ellene.
1949-ben fedezte fel Selman Waksman és mikrobiológus tanítványa, Hubert Lechevalier a Rutgers Egyetemen.

## Felhasználás
Általában helyileg alkalmazzák, de szájon át is szedhető (az állatorvosi gyakorlatban így használják), általában más antibiotikumokkal együtt. Nem szívódik fel az emésztőrendszerben, a szer 97%-a a széklettel távozik.
Elpusztítja az emésztőrendszerbeli baktériumokat, csökkenti az emésztőrendszer ammóniaszintjét, ezáltal megelőzi a hepatikus encefalopátiát. Ugyancsak használatos az emésztőrendszerben túlszaporodott baktériumok ellen.
Intravénásan nem adják, mert komoly vesekárosodást okozhat. Egyedül bizonyos vakcinák tartalmazzák nagyon kis (általában 0,025 mg/adag) mennyiségben.
A baktériumok fehérjeszintézisét gátolja a riboszómákon, károsítja a sejthártyát és a sejtlégzést.

## Készítmények
Magyarországon forgalmazott készítmények
Önálló:
- DEXAPOLCORT N spray

Bacitracinnal kombinációban:
- BANEOCIN kenőcs
- BIVACYN aeroszolos sebhintőpor
- BIVACYN kenőcs
- BIVACYN sebhintőpor
- BIVACYN szem- és fülcsepp
- BIVACYN szemkenőcs

Fluocinolon acetoniddel kombinációban:
- FLUCINAR N kenőcs

Natamicinnel kombinációban:
- PIMAFUCORT kenőcs
- PIMAFUCORT krém

A nemzetközi gyógyszerkereskedelem nagyon sok más szert is kínál.

## Fordítás
- Ez a szócikk részben vagy egészben  a   Neomycin című angol Wikipédia-szócikk fordításán alapul.  Az eredeti cikk szerkesztőit annak laptörténete sorolja fel. Ez a jelzés csupán a megfogalmazás eredetét és a szerzői jogokat jelzi, nem szolgál a cikkben szereplő információk forrásmegjelöléseként.